# کتن

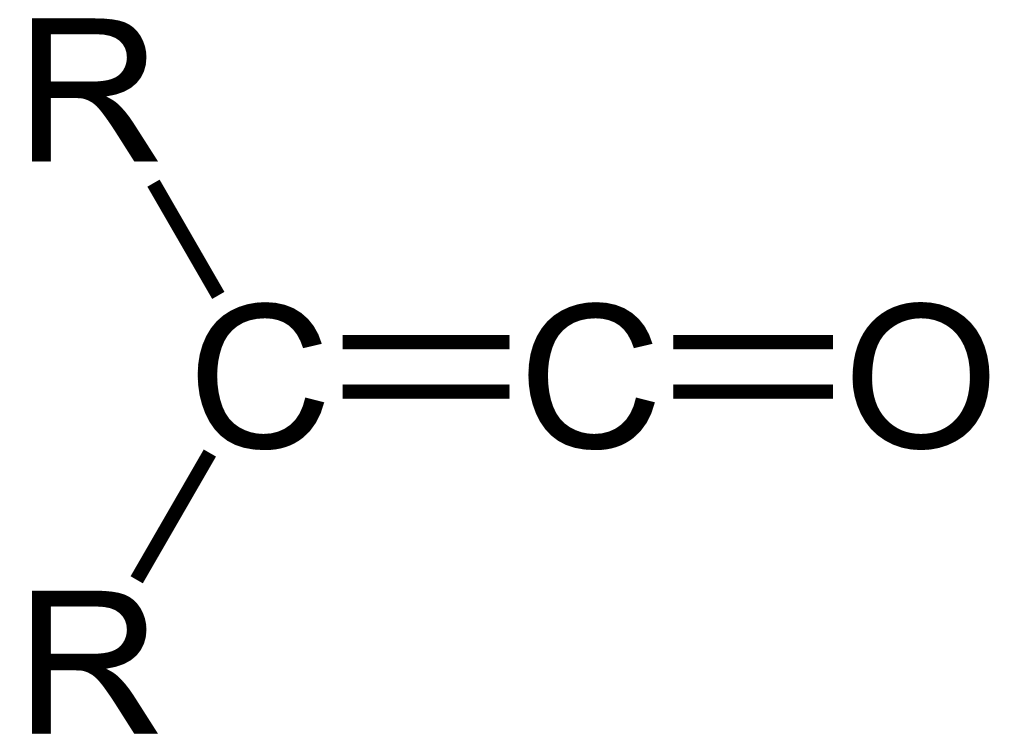
فرمول کلی کتن.

کتن (Ketene) یک ترکیب آلی با ساختار R'R''C=C=O است. ساده‌ترین کتن، اتانون است که 'R و ''R در آن، اتم‌های هیدروژن است.
هرمان استاودینگر نخستین کسی بود که بر روی کتن به عنوان یک ردهٔ ماده مطالعه کرد.

## ساخت
کتن از یک واکنش حذفی در آسیل کلرید به وجود می‌آید که به واسطهٔ آن هیدروژن کلرید حذف می‌شود:
در این واکنش یک باز، که معمولاً تری اتیل آمین است پرتون اسید را به گروه کربونیل منتقل می‌کند از جمله در تشکیل پیوند دوگانهٔ کربن-کربن و از دست رفتن یون کلرید.
همچنین کتن توسط بازآرایی ولف از آلفا-دی آزوکتون‌ها هم بدست می‌آید.
فنیل‌استیک اسید در حضور یک باز به دلیل اسیدی بودن پروتون آلفا، آب خود را از دست می‌دهد تا فنیل کتن را تولید کند.
کتن از گرماکافت استون نیز بدست می‌آید:
CH3−CO−CH3 + ΔT → CH2=C=O + CH4
این واکنش تولید کتن به روش اشمیدلین نام دارد.